# Рене Корню
Рене Корню (фр. René Cornu, 11 квітня 1929 — 23 березня 1986) — французький плавець.
Бронзовий медаліст Олімпійських Ігор 1948 року.